# Marco Barbini
Pour les articles homonymes, voir Barbini.
Pas d'image ? Cliquez ici

a Compétitions nationales et continentales officielles uniquement.

b Matchs officiels uniquement.
Dernière mise à jour le 30 octobre 2021.
Marco Barbini, né le 16 octobre 1990 à Padoue, est un joueur de rugby à XV italien. Il évolue au poste de troisième ligne centre ou de flanker.

## Palmarès

### En club
- Vainqueur du Pro14 Rainbow Cup en 2021.

### En sélection nationale
- 3 sélections entre 2015 et 2019
- 0 point inscrit
- Sélections par année : 2 en 2015, 1 en 2019
- Tournoi des Six Nations disputés : 2015, 2019